# Élections générales britanniques de 2017
Les élections générales britanniques de 2017 ont lieu le 8 juin 2017 afin de renouveler les 650 sièges de la Chambre des communes. Il s'agit d'élections anticipées — le scrutin était initialement prévu pour mai 2020 — convoquées à la demande de la Première ministre conservatrice Theresa May. Elles ont lieu deux ans après les précédentes qui avaient vu le Parti conservateur, alors dirigé par David Cameron, remporter la majorité absolue. Ces élections se déroulent un an après le référendum ayant approuvé le principe du retrait du Royaume-Uni de l'Union européenne et alors que la procédure de retrait est engagée depuis le 29 mars 2017.
Bien que largement favoris au début de la campagne, les conservateurs perdent leur majorité à l'issue du vote et sont contraints de négocier une alliance avec le Parti unioniste démocrate pour se maintenir au pouvoir. Le Parti travailliste, qui connaît un virage à gauche depuis l'élection de Jeremy Corbyn à sa tête, échoue à revenir au pouvoir mais progresse de 30 sièges et, avec 40 %, réalise son meilleur score depuis 2001. Autre élément notable, le UKIP, inaudible depuis le vote des Britanniques en faveur du Brexit, chute de 13 à 2 % des voix en deux ans, tandis que les libéraux-démocrates stagnent à moins de 8 %.
Ce scrutin témoigne du retour en grâce des deux partis traditionnels, qui totalisent à eux deux plus de 80 % des voix et 26 millions de suffrages, après des scores en demi-teinte deux ans plus tôt. Cette remontée se fait au détriment des partis moyens et petits qui baissent tous, à des degrés divers.

## Organisation

### Chronologie
- 18 avril 2017 : la Première ministre Theresa May annonce qu'elle demande aux députés d'approuver la convocation d'élections anticipées.
- 19 avril 2017 : la Chambre des communes adopte la motion convoquant les élections avec 522 voix « pour » et 13 « contre »[1] (434 voix étaient nécessaires)[2].
- 3 mai 2017 : dissolution du Parlement (25 jours avant le scrutin, conformément au Fixed-term Parliaments Act 2011)[2].
- 4 mai 2017 : élections locales en Angleterre, Écosse et au pays de Galles[3].
- 11 mai 2017 : date limite de dépôt des candidatures[3].
- 22 mai 2017 : date limite d'inscription sur les listes électorales[4],[3].
- 8 juin 2017 : jour du scrutin. Les bureaux de vote sont ouverts de 7 h à 22 h, le dépouillement a lieu à la fermeture des bureaux et se poursuit le 9 juin.
- 13 juin 2017 : première réunion de la nouvelle Chambre des communes pour l'élection de son président[5].
- 19 juin 2017 : Cérémonie d'ouverture du Parlement[5].

### Convocation des élections

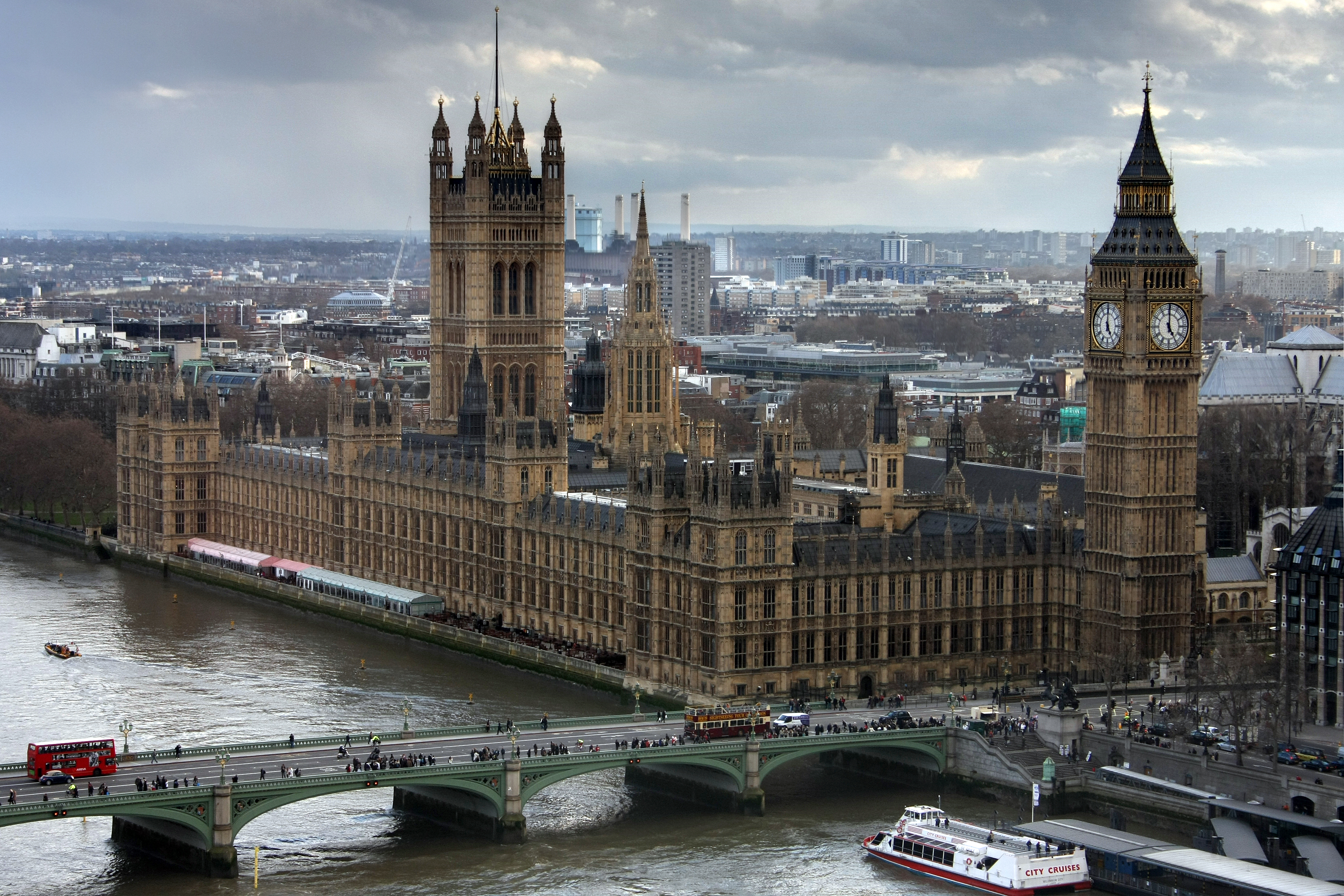
Le palais de Westminster, à Londres, où siège le Parlement.

Depuis 2011, le Premier ministre du Royaume-Uni ne dispose plus de la possibilité de convoquer des élections générales selon sa volonté. Le Fixed-term Parliaments Act 2011 prévoit des élections à date fixe tous les cinq ans, des élections anticipées ne pouvant être convoquées que si le gouvernement perd la confiance de la Chambre des communes ou si celle-ci approuve la convocation des élections à la majorité des deux tiers de ses membres.
Ainsi, le 18 avril 2017, la Première ministre Theresa May annonce qu'elle a décidé de proposer aux députés la convocation d'élections anticipées pour le 8 juin 2017. Une motion en ce sens est déposée puis adoptée par la Chambre des communes le 19 avril, avec le soutien des principaux partis d'opposition, le Parti travailliste, le Parti national écossais (SNP) et les Libéraux-démocrates,,.
La motion est adoptée par 522 voix pour et 13 contre.

### Mode de scrutin
Les élections ont lieu au scrutin uninominal majoritaire à un tour : le pays est divisé en 650 circonscriptions, chacune élisant un député à la Chambre des communes. Au sein de chaque circonscription, le candidat ayant obtenu le plus de voix est élu.
Sont autorisés à voter les sujets du Royaume-Uni, du Commonwealth et de la république d'Irlande qui résident au Royaume-Uni (ou, pour les sujets britanniques, qui y ont été inscrits au Royaume-Uni dans les quinze dernières années), qui sont âgés de plus de 18 ans et sont inscrits sur les listes électorales.
Le Parliamentary Voting System and Constituencies Act 2011 prévoyait un redécoupage électoral et la baisse du nombre de députés de 650 à 600, conformément à une promesse électorale du Parti conservateur. Toutefois, la loi a été amendée en 2013 et le redécoupage des circonscriptions n'interviendra qu'en 2018. Ainsi, les élections de 2017 se tiennent dans les mêmes 650 circonscriptions que les élections de 2015.

## Campagne
| Parti    | Parti         | Sièges | Sièges   |
| Parti    | Parti         | 2015   | Sortants |
| -------- | ------------- | ------ | -------- |
|          | Conservateurs | 330    | 330      |
|          | Travaillistes | 232    | 229      |
|          | SNP           | 56     | 54       |
|          | LibDems       | 8      | 9        |
|          | DUP           | 8      | 8        |
|          | Sinn Féin     | 4      | 4        |
|          | Indépendants  | 1      | 5        |
|          | Plaid Cymru   | 3      | 3        |
|          | SDLP          | 3      | 3        |
|          | UUP           | 2      | 2        |
|          | Verts         | 1      | 1        |
|          | UKIP          | 1      | 0        |
|          | Speaker       | 1      | 1        |
| Total    | Total         | 650    | 649      |
| Majorité | Majorité      | +5     | +5       |

### Contexte politique
Lors du scrutin de mai 2015, les conservateurs — alors au pouvoir depuis 2010 dans une coalition avec les libéraux-démocrates — réussissent à remporter une majorité à la Chambre des communes en dépit de sondages prévoyant un scrutin plus serré. Fidèle à la promesse de campagne de son parti, le Premier ministre David Cameron négocie de nouvelles relations entre son pays et l'Union européenne et convoque un référendum sur le maintien du Royaume-Uni au sein de l'UE. Ce scrutin a lieu le 23 juin 2016 : 52 % des électeurs se prononcent pour le retrait de l'Union européenne. Partisan du maintien, David Cameron démissionne et est remplacé, le 13 juillet 2016, par Theresa May,. La décision de quitter l'Union européenne crée beaucoup d'incertitudes et il faut attendre le 29 mars 2017 pour que la Première ministre lance officiellement le processus de retrait.
À la suite du référendum sur l'Union européenne, la Première ministre indépendantiste écossaise, Nicola Sturgeon, réélue en 2016, annonce souhaiter la tenue d'un second référendum sur l'indépendance de l'Écosse après celui de 2014, considérant que la sortie de l'Union européenne crée un nouveau contexte pour la nation constitutive.
Par ailleurs, des dissensions entre unionistes et nationalistes en Irlande du Nord aboutissent à la convocation d'élections anticipées en mars 2017, sans qu'un gouvernement ne puisse être formé par la suite.
Des élections locales ont lieu en Angleterre, Écosse et au pays de Galles le 4 mai 2017 : elles voient les conservateurs progresser dans de nombreux conseils locaux face aux travaillistes dont le chef, Jeremy Corbyn apparait comme très contesté par ses propres députés.

### Partis politiques
La Grande-Bretagne et l'Irlande du Nord ont des systèmes de partis distincts. Au 19 avril 2017, le registre de la Commission électorale comptait 349 partis politiques enregistrés en Grande-Bretagne et 30 en Irlande du Nord.

#### Parti conservateur

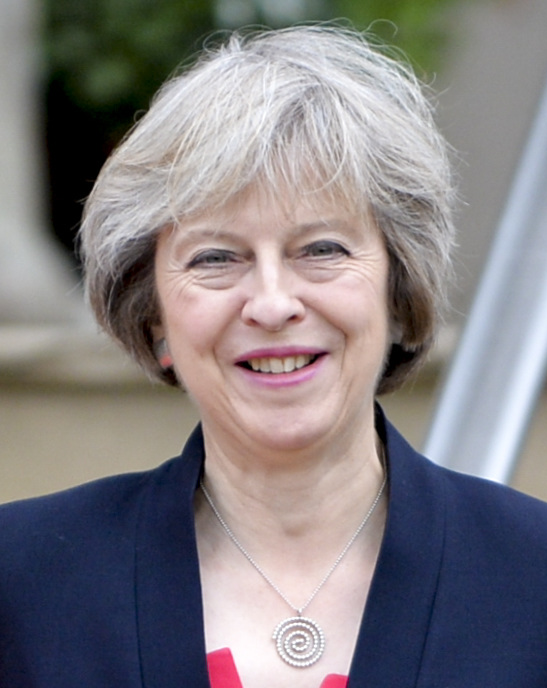
Theresa May, Première ministre et chef du Parti conservateur depuis 2016.

Le Parti conservateur est au pouvoir depuis 2010, d'abord dans une coalition avec les libéraux-démocrates puis, depuis 2015, avec une majorité. Conformément au programme du parti lors de ce dernier scrutin, le référendum sur le maintien du Royaume-Uni au sein de l'UE est convoqué par le Premier ministre David Cameron en juin 2016. Le parti est divisé lors de la campagne entre les partisans du maintien, dont David Cameron et les principaux membres de son gouvernement, et l'aile eurosceptique du parti soutient le brexit appuyé notamment par l'ancien maire de Londres, Boris Johnson. Après la victoire du leave, David Cameron démissionne et est remplacé par Theresa May comme Première ministre et chef du Parti conservateur.
La Première ministre attend mars 2017 avant de déclencher formellement la procédure de retrait. Elle souhaite l'adoption d'une « grande loi d'abrogation » du droit européen au Royaume-Uni devant prendre effet après le retrait effectif de l'Union européenne. Elle prend position en faveur d'un « brexit dur » prévoyant une sortie du marché unique et la fin de la libre circulation des personnes. Ce positionnement permet aux conservateurs de profiter d'une « coalition du brexit » en récupérant de nombreux votes qui se portaient précédemment sur le UKIP.
À l'annonce des élections, la popularité personnelle de Theresa May et un Parti travailliste divisé font des conservateurs les grands favoris du scrutin, un statut confirmé par leur succès aux élections locales du 4 mai. Le parti fait campagne sur le thème d'une « direction forte et stable » et promet dans son programme d'augmenter le financement du système de santé mais également de réduire la protection du niveau des pensions, d'instaurer un revenu maximum pour les subventions versées pour le chauffage des maisons, de supprimer les repas gratuits dans les écoles d'Angleterre, de réduire l'immigration et d'inclure la valeur du domicile dans le calcul des aides aux soins pour les personnes âgées. Cette dernière proposition, qualifiée d'« impôt sur la sénilité », est très mal reçue et est finalement retirée.
Ainsi, au cours de la campagne, ces revirements et plusieurs maladresses de la Première ministre (dont l'épisode de la « course à travers les champs de blé ») entament l'avance des conservateurs dans les sondages, au profit des travaillistes qui les rattrapent progressivement.
Lors de ces élections l'ambassade de Russie à Londres a semblé soutenir Theresa May.

#### Parti travailliste

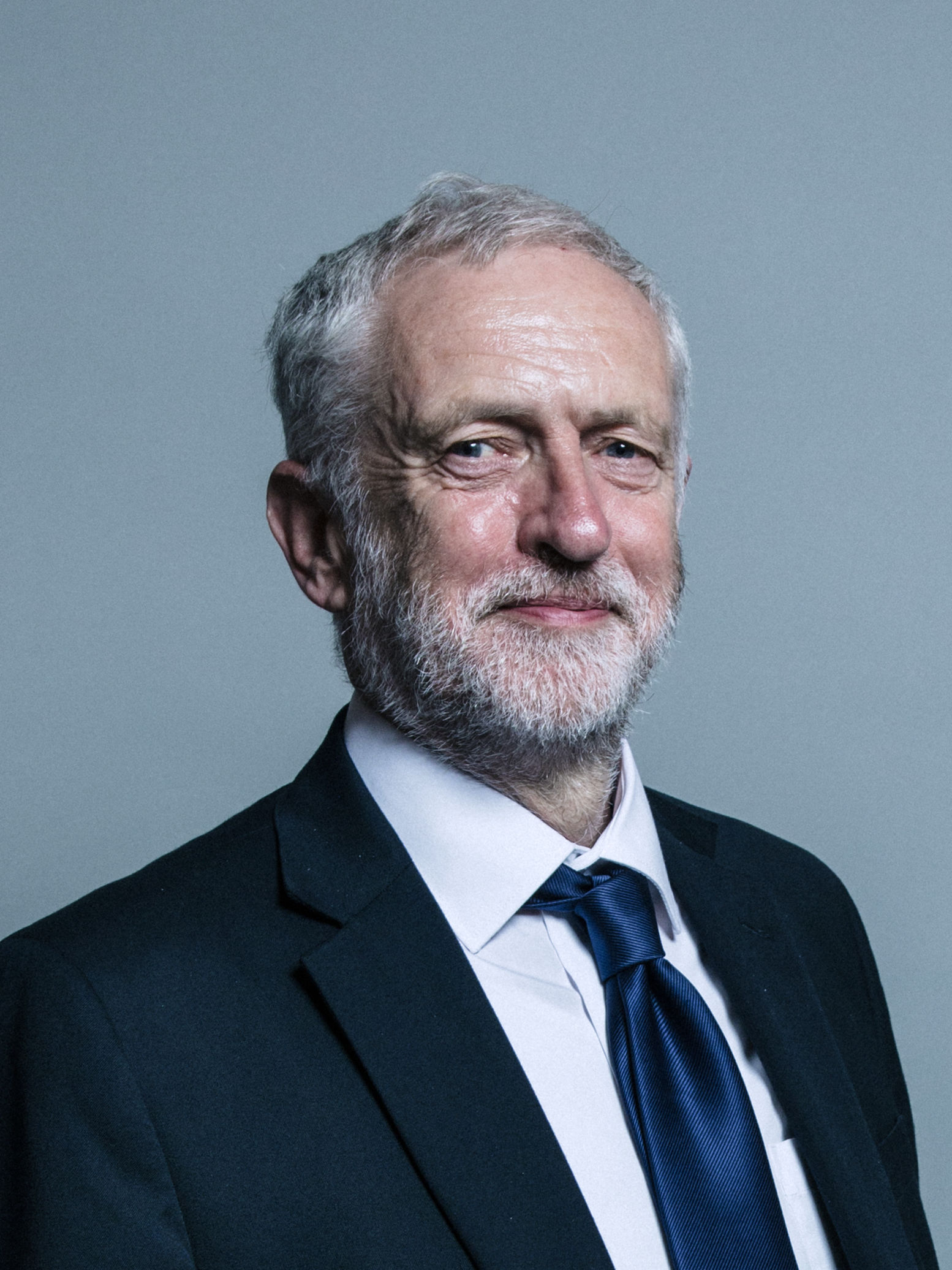
Jeremy Corbyn, chef du Parti travailliste et chef de l'opposition depuis 2015.

À la suite de la défaite du Parti travailliste lors des élections de 2015, son chef Ed Miliband démissionne. Le 12 septembre 2015, Jeremy Corbyn est élu pour le remplacer avec 59 % des voix. L'élection de ce député de l'aile gauche du parti par les adhérents et les sympathisants du parti crée une situation de tension avec le parti parlementaire.
En 2016, à la suite de la victoire du leave lors du référendum sur l'Union européenne, Jeremy Corbyn fait face à une révolte ouverte d'une majorité des députés travaillistes qui l'accusent notamment d'avoir raté la campagne du parti en faveur du maintien du pays dans l'UE. Il est confronté à la démission de la plupart des membres de son cabinet fantôme, mais refuse de démissionner. Une procédure de contestation est lancée et une nouvelle élection à la direction a lieu au cours de laquelle Corbyn affronte Owen Smith. À l'issue du scrutin en septembre 2016, Jeremy Corbyn se maintient à la tête du Parti travailliste en recueillant 62 % des voix mais le parti est divisé et l'image de son chef dégradée dans l'opinion publique.
Le Parti travailliste, qui débute la campagne très en retard dans les sondages, fait campagne sur le thème « For the many, not the few » (« Pour le plus grand nombre, pas pour les privilégiés ») et les thèmes des services publics (notamment la police), du logement et des droits des salariés,,.
Au sujet du retrait du Royaume-Uni de l'Union européenne, le Parti travailliste souhaite sortir de l'UE et obtenir, à l'inverse des conservateurs, le maintien dans le marché unique européen et un accord de libre échange. Le Parti travailliste est opposé à la libre circulation des travailleurs européens, mais souhaite maintenir une participation aux Agences européennes.
Le Parti travailliste avec les Lib Dems reste à la mi-2017 le parti britannique le plus pro-européen,. Les Travaillistes sont satisfaits de la protection sociale constatée et garantie par l'Union européenne, notamment depuis l'inclusion de politiques sociales depuis le traité de Maastricht, et remise en questions depuis le vote du référendum en juin 2016.

#### Parti national écossais
En 2015, le Parti national écossais avait remporté tous les sièges écossais sauf deux, en faisant le troisième parti le mieux représenté à la Chambre des communes, une position qu'il entend maintenir.
Il place au centre de sa campagne le besoin de protéger les intérêts de l'Écosse au cours des négociations pour le Brexit. Le SNP réclame également la tenue d'un référendum sur l'indépendance de l'Écosse à la fin de la procédure de brexit, propose des mesures « anti-austérité » avec notamment un investissement important dans les services publics, promet une augmentation à 10 £ du salaire horaire minimum et réclame que l'Écosse ait le contrôle sur son immigration.
La chef du parti et Première ministre d'Écosse Nicola Sturgeon s'est déclarée disposée à des alliances pour former une « alternative progressiste » à un gouvernement conservateur.

#### Libéraux-démocrates

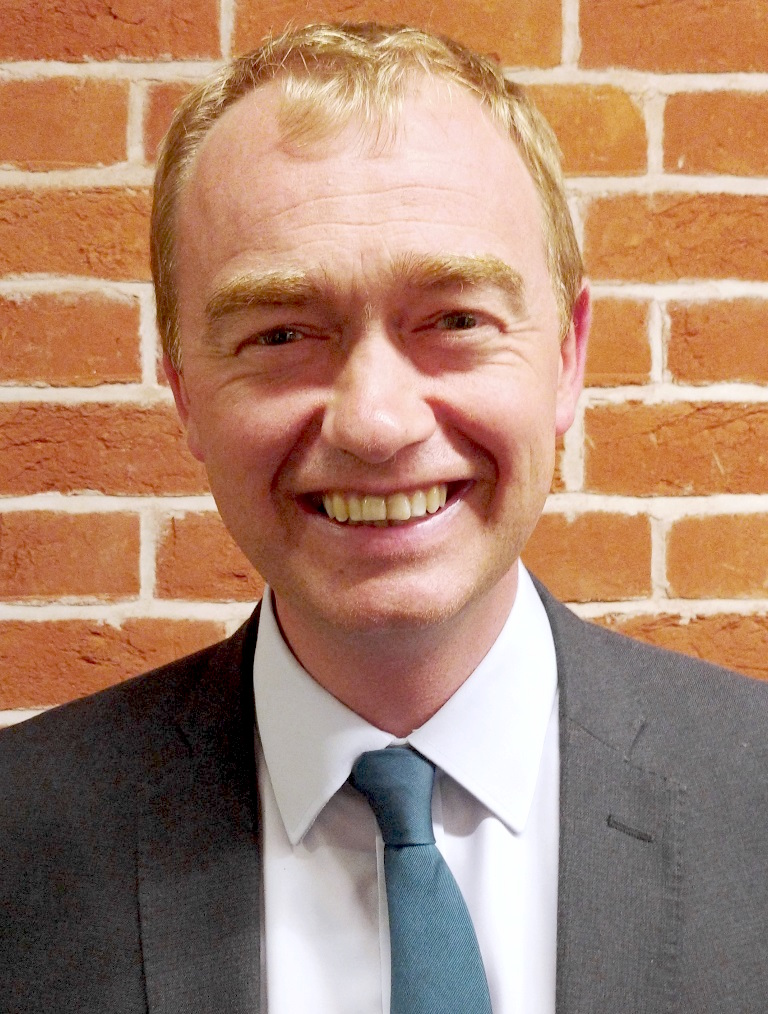
Tim Farron, cef des libéraux-démocrates.

Tim Farron est le chef des Libéraux-démocrates à la suite de la démission de Nick Clegg après les mauvais résultats du parti lors des élections générales de 2015.
Un des thèmes centraux de la campagne libérale-démocrate est la promesse d'un second référendum sur l'accord final concernant la sortie de l'Union européenne et le souhait que le Royaume-Uni reste membre du marché commun. Le parti entend ainsi cibler les circonscriptions qui ont majoritairement voté pour le maintien au sein de l'UE,.

#### UKIP
Après la victoire du leave lors du référendum sur l'Union européenne, le UKIP a changé plusieurs fois de chef : Diane James puis le retour de Nigel Farage puis Paul Nuttall. Le parti aborde le scrutin en difficulté après avoir perdu les 145 sièges qu'il défendait lors des élections locales de juin.
Le programme du UKIP cible les musulmans britanniques en promettant d'interdire le port de la burqa et la charia et d'imposer un moratoire sur l'ouverture d'écoles musulmanes,. Le parti propose également d'arriver à un solde migratoire net de zéro en cinq ans.

#### Irlande du Nord
Le DUP et l'UUP, les deux principaux partis unionistes, doivent discuter d'une alliance électorale. L'UUP a d'ores et déjà annoncé qu'il ne présenterait pas de candidats dans trois circonscriptions.
Margaret Ritchie du Parti social-démocrate et travailliste s'est d'abord opposée à une alliance républicaine avec le Sinn Féin. Cependant, d'autres personnalités politiques, comme Steven Agnew du Parti vert ont proposé une alliance anti-Brexit, incluant également le Parti de l'Alliance d'Irlande du Nord, qui a cependant décliné cette proposition, et l'UUP. La probabilité que ce pacte se concrétise est considérée comme faible par le SDLP.
En raison de son refus de prêter serment à la Reine, le parti républicain Sinn Féin déclare persister dans le boycott de l'assemblée de Westminster. Cette position est cependant critiquée par les autres partis.

#### Autres partis
Caroline Lucas et Jonathan Bartley succèdent en 2016 à Natalie Bennett à la tête du Parti vert de l'Angleterre et du pays de Galles.

### Débats
Jeremy Corbyn, chef du Parti travailliste, Tim Farron, des Libéraux-démocrates et Nicola Sturgeon du SNP ont tous les trois demandé l'organisation de débats télévisés. Le cabinet de la Première ministre a toutefois indiqué être opposé à tout débat télévisé durant la campagne.
Malgré l'opposition de la Première ministre, la BBC et ITV annoncent leur intention d'organiser des débats comme cela a été le cas en 2010 et 2015, que Theresa May y participe ou pas. Ainsi un débat a lieu le 18 mai sur ITV mais en l'absence de Theresa May, Jeremy Corbyn refuse d'y participer. Un autre débat est organisé par la BBC le 31 mai, toujours sans Theresa May — remplacée par Amber Rudd — mais auquel participe Corbyn.
Plusieurs débats régionaux sont organisés par les réseaux de télévision ainsi que des émissions spéciales où les chefs de parti sont interviewés ou interrogés par le public mais l'un après l'autre et sans débat.

### Attentats
La campagne électorale est interrompue à deux reprises par des attentats terroristes. La première fois par l'attentat qui fait 22 morts le 22 mai lors du concert d'Ariana Grande à Manchester et la seconde le 3 juin lors d'une attaque à Londres qui fait 8 morts. Ces deux attentats sont revendiqués par l'organisation État islamique.

## Sondages

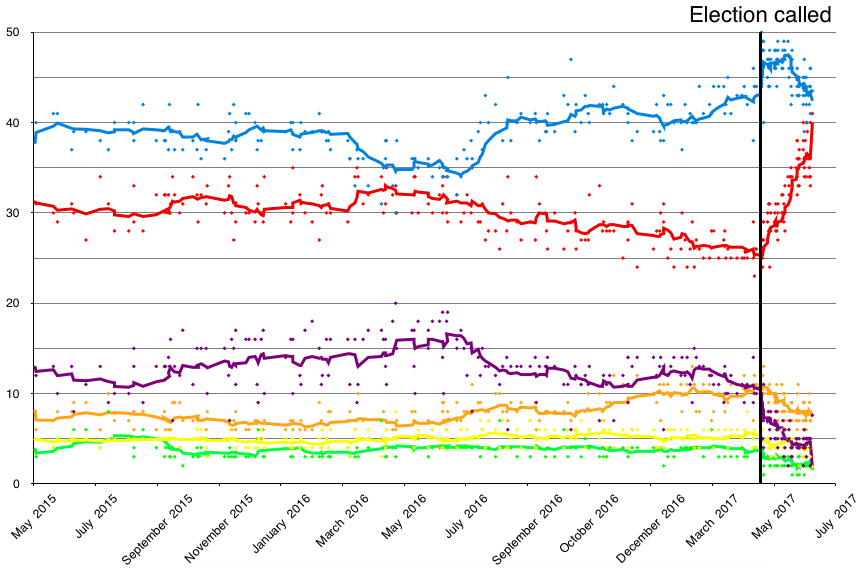

- Parti conservateur
- Parti travailliste
- UKIP
- Libéraux-démocrates
- SNP
- Verts

## Résultats

### Nationaux
|                        |                                          |            |       |               |        |               |  |  |  |
| Parti                  | Parti                                    | Voix       | %     | +/-           | Sièges | +/-           |  |  |  |
|                        | Parti conservateur                       | 13 636 684 | 42,34 | 5,53          | 317    | 13            |  |  |  |
|                        | Parti travailliste                       | 12 877 918 | 39,99 | 9,54          | 262    | 30            |  |  |  |
|                        | Libéraux-démocrates                      | 2 371 861  | 7,37  | 1,50          | 12     | 4             |  |  |  |
|                        | Parti national écossais                  | 977 568    | 3,04  | 1,70          | 35     | 21            |  |  |  |
|                        | Parti pour l'indépendance du Royaume-Uni | 594 068    | 1,84  | 10,80         | 0      | 1             |  |  |  |
|                        | Parti vert                               | 525 665    | 1,63  | 1,99          | 1      | en stagnation |  |  |  |
|                        | Parti unioniste démocrate                | 292 316    | 0,91  | 0,31          | 10     | 2             |  |  |  |
|                        | Sinn Féin                                | 238 915    | 0,74  | 0,17          | 7      | 3             |  |  |  |
|                        | Plaid Cymru                              | 164 466    | 0,51  | 0,08          | 4      | 1             |  |  |  |
|                        | Parti social-démocrate et travailliste   | 95 419     | 0,30  | 0,03          | 0      | 3             |  |  |  |
|                        | Parti unioniste d'Ulster                 | 83 280     | 0,26  | 0,11          | 0      | 2             |  |  |  |
|                        | Alliance                                 | 64 553     | 0,20  | en stagnation | 0      | en stagnation |  |  |  |
|                        | Parti du Yorkshire                       | 20 958     | 0,07  | 0,05          | 0      | en stagnation |  |  |  |
|                        | Autres partis                            | 260 873    | 0,81  | –             | 0      | en stagnation |  |  |  |
|                        | Indépendants                             | 151 471    | 0,47  | 0,14          | 1      | en stagnation |  |  |  |
|                        | Président de la Chambre                  | 34 299     | 0,11  | –             | 1      | en stagnation |  |  |  |
|                        |                                          |            |       |               |        |               |  |  |  |
| Suffrages exprimés     | Suffrages exprimés                       | 32 204 184 | 99,77 |               |        |               |  |  |  |
| Votes blancs et nuls   | Votes blancs et nuls                     | 74 189     | 0,23  |               |        |               |  |  |  |
| Total                  | Total                                    | 32 278 373 | 100   | –             | 650    | en stagnation |  |  |  |
| Abstentions            | Abstentions                              | 14 558 160 | 31,08 |               |        |               |  |  |  |
| Inscrits/participation | Inscrits/participation                   | 46 836 533 | 68,92 |               |        |               |  |  |  |

|  |  |

|  |  |

#### Par pays constitutif

##### Angleterre
| Parti                       | Parti                       | Votes      | %     | Sièges | +/-           |
| --------------------------- | --------------------------- | ---------- | ----- | ------ | ------------- |
|                             | Parti conservateur          | 12 344 901 | 45,44 | 296    | 22            |
|                             | Parti travailliste          | 11 390 099 | 41,93 | 227    | 21            |
|                             | Libéraux-démocrates         | 2 121 810  | 7,81  | 8      | 2             |
|                             | UKIP                        | 557 390    | 2,05  | 0      | 1             |
|                             | Parti vert                  | 506 969    | 1,87  | 1      | en stagnation |
|                             | Autres                      | 151 054    | 0,56  | 0      | en stagnation |
|                             |                             |            |       |        |               |
| Total/Taux de participation | Total/Taux de participation | 27 165 789 | 69,1  | 533    | en stagnation |

##### Écosse
| Parti                       | Parti                       | Votes     | %     | Sièges | +/-           |
| --------------------------- | --------------------------- | --------- | ----- | ------ | ------------- |
|                             | Parti national écossais     | 977 569   | 36,89 | 35     | 21            |
|                             | Parti conservateur          | 757 949   | 28,61 | 13     | 12            |
|                             | Parti travailliste          | 717 007   | 27,06 | 7      | 6             |
|                             | Libéraux-démocrates         | 179 061   | 6,76  | 4      | 3             |
|                             | Autres                      | 18 109    | 0,68  | 0      | en stagnation |
|                             |                             |           |       |        |               |
| Total/Taux de participation | Total/Taux de participation | 2 649 695 | 66,4  | 59     | en stagnation |

##### Pays de Galles
| Parti                       | Parti                       | Votes     | %     | Sièges | +/-           |
| --------------------------- | --------------------------- | --------- | ----- | ------ | ------------- |
|                             | Parti travailliste          | 771 354   | 48,95 | 28     | 3             |
|                             | Parti conservateur          | 528 839   | 33,56 | 8      | 3             |
|                             | Plaid Cymru                 | 164 466   | 10,44 | 4      | 1             |
|                             | Libéraux-démocrates         | 71 039    | 4,51  | 0      | 1             |
|                             | UKIP                        | 31 376    | 1,99  | 0      | en stagnation |
|                             | Autres                      | 8 740     | 0,55  | 0      | en stagnation |
|                             |                             |           |       |        |               |
| Total/Taux de participation | Total/Taux de participation | 1 575 814 | 68,6  | 40     | en stagnation |

##### Irlande du Nord
| Parti                       | Parti                                  | Votes   | %     | Sièges | +/-           |
| --------------------------- | -------------------------------------- | ------- | ----- | ------ | ------------- |
|                             | Parti unioniste démocrate              | 292 316 | 35,99 | 10     | 2             |
|                             | Sinn Féin                              | 238 915 | 29,42 | 7      | 3             |
|                             | Parti social-démocrate et travailliste | 95 419  | 11,75 | 0      | 3             |
|                             | Parti unioniste d'Ulster               | 83 280  | 10,25 | 0      | 2             |
|                             | Parti de l'Alliance d'Irlande du Nord  | 64 553  | 7,95  | 0      | en stagnation |
|                             | Indépendant                            | 16 148  | 1,99  | 1      | en stagnation |
|                             | Autres                                 | 37 700  | 4,64  | 0      | en stagnation |
|                             |                                        |         |       |        |               |
| Total/Taux de participation | Total/Taux de participation            | 812 183 | 65,4  | 18     | en stagnation |

## Analyse

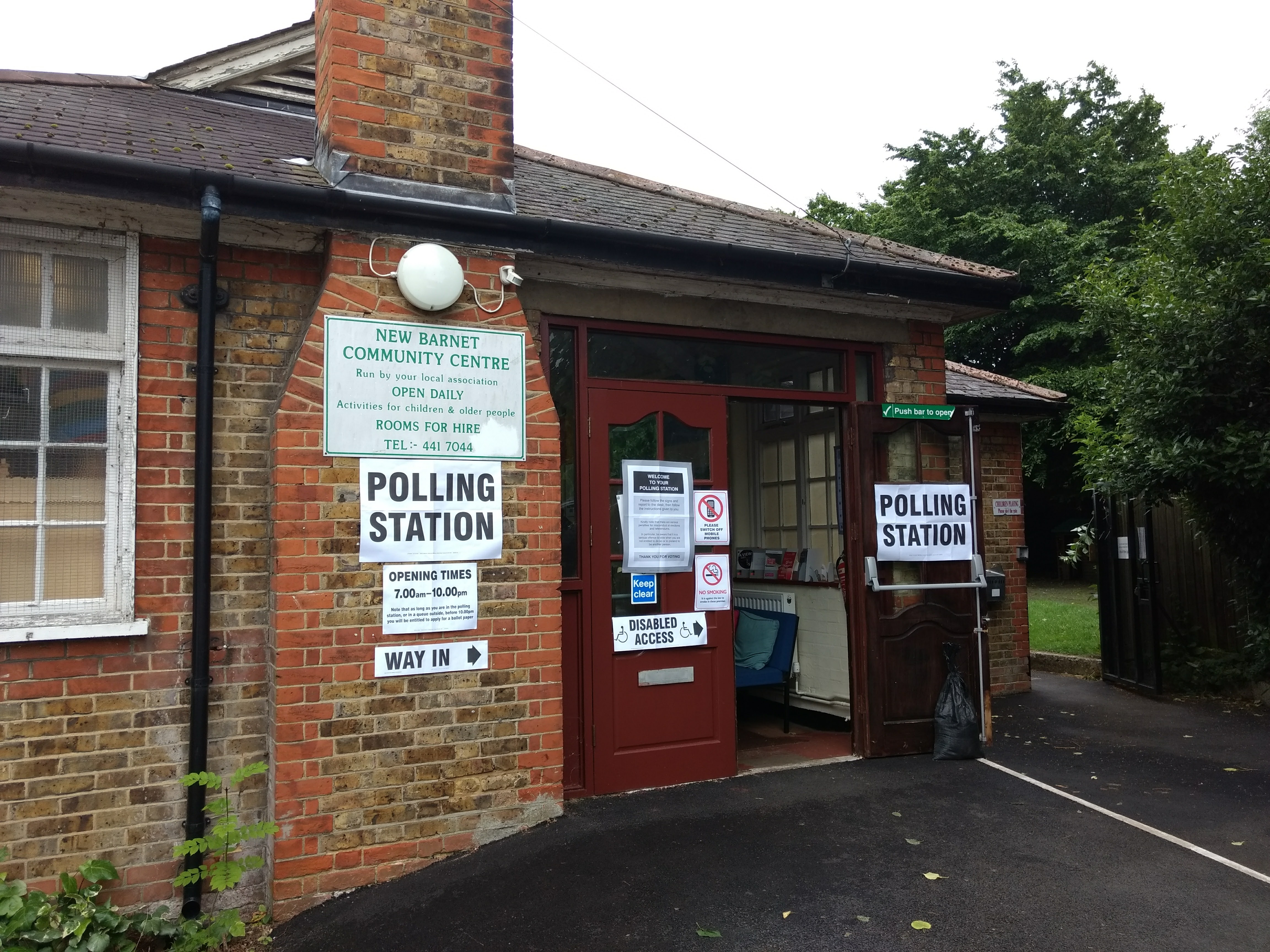
Un bureau de vote à Londres.

Le Parti conservateur remporte 42,3 % des voix et 317 sièges. Bien qu'arrivé en tête, il perd 13 sièges et la majorité absolue qu'il détenait depuis 2015. Partis largement en tête dans les sondages en début de campagne, ces résultats sont considérés comme une défaite pour les conservateurs et la Première ministre Theresa May, qui s'en trouve affaiblie. Le Parti travailliste, dirigé par le pourtant décrié Jeremy Corbyn, talonne les conservateurs avec 40,0 % des voix : il remporte 30 sièges de plus qu'en 2015,.
Cette bipolarisation laisse peu de place aux autres partis. Le SNP ne réédite pas son score de 2015 en Écosse et, bien que largement en tête, perd 21 sièges. Les Libéraux-démocrates gagnent 4 circonscriptions supplémentaires mais, avec 12 sièges, restent loin des scores obtenus avant 2015. Le UKIP perd son unique siège.

### Femmes et minorités
Un nombre record de femmes est élu lors de ces élections : 208 députées (32 %) contre 191 lors des élections précédentes. Les femmes représentent 45 % des députés travaillistes nouvellement élus alors qu'elles ne représentent que 21 % des députés conservateurs.
La nouvelle Chambre des communes compte un nombre record de députés appartenant à des minorités ethniques : 51 des 650 députés contre 41 précédemment, soit 7,8 % contre 6,3 % en 2015. Pour la première fois, une femme sikhe est élue (la travailliste Preet Gill dans la circonscription de Birmingham Edgbaston) et le travailliste Tanmanjeet Singh (circonscription de Slough) est le premier député sikh à porter le turban.
Enfin, avec 45 députés ouvertement homosexuels ou bisexuels, soit six de plus qu'en 2015, un autre nouveau record est également établi.

### Analyse sociologique
| Résultats d'Ipsos MORI                    | Résultats d'Ipsos MORI              | Résultats d'Ipsos MORI              | Résultats d'Ipsos MORI              | Résultats d'Ipsos MORI              | Résultats d'Ipsos MORI              | Résultats de YouGov,      | Résultats de YouGov, | Résultats de YouGov, | Résultats de YouGov, | Résultats de YouGov, | Résultats de YouGov, | Résultats de YouGov, | Résultats de YouGov, | Résultats de YouGov, |
| Catégorie                                 | Cons.                               | Trav.                               | LibDem                              | UKIP                                | Autres                              | Catégorie                 | Cons.                | Trav.                | LibDem               | SNP                  | UKIP                 | Verts                | PC                   | Autres               |
| ----------------------------------------- | ----------------------------------- | ----------------------------------- | ----------------------------------- | ----------------------------------- | ----------------------------------- | ------------------------- | -------------------- | -------------------- | -------------------- | -------------------- | -------------------- | -------------------- | -------------------- | -------------------- |
| Catégorie                                 |                                     |                                     |                                     |                                     |                                     | Catégorie                 |                      |                      |                      |                      |                      |                      |                      |                      |
| Total                                     | 44 %                                | 41 %                                | 8 %                                 | 2 %                                 | 5 %                                 | Total                     | 44 %                 | 41 %                 | 8 %                  | 3 %                  | 2 %                  | 2 %                  | 0 %                  | 1 %                  |
| Sexe                                      | Sexe                                | Sexe                                | Sexe                                | Sexe                                | Sexe                                | Sexe                      | Sexe                 | Sexe                 | Sexe                 | Sexe                 | Sexe                 | Sexe                 | Sexe                 | Sexe                 |
| Hommes                                    | 44 %                                | 40 %                                | 7 %                                 | 2 %                                 | 7 %                                 | Hommes                    | 45 %                 | 43 %                 | 7 %                  | 4 %                  | 2 %                  | 2 %                  | 0 %                  | 1 %                  |
| Femmes                                    | 43 %                                | 42 %                                | 8 %                                 | 1 %                                 | 6 %                                 | Femmes                    | 43 %                 | 43 %                 | 7 %                  | 3 %                  | 1 %                  | 2 %                  | 0 %                  | 1 %                  |
| Âge                                       | Âge                                 | Âge                                 | Âge                                 | Âge                                 | Âge                                 | Âge                       | Âge                  | Âge                  | Âge                  | Âge                  | Âge                  | Âge                  | Âge                  | Âge                  |
| 18-24 ans                                 | 27 %                                | 62 %                                | 5 %                                 | 2 %                                 | 4 %                                 | 18-19 ans                 | 19 %                 | 66 %                 | 9 %                  | 2 %                  | 1 %                  | 2 %                  | 0 %                  | 1 %                  |
| 25-34 ans                                 | 27 %                                | 56 %                                | 9 %                                 | 1 %                                 | 7 %                                 | 20-24 ans                 | 22 %                 | 62 %                 | 9 %                  | 3 %                  | 1 %                  | 2 %                  | 1 %                  | 0 %                  |
| 35-44 ans                                 | 33 %                                | 49 %                                | 10 %                                | 1 %                                 | 7 %                                 | 25-29 ans                 | 23 %                 | 63 %                 | 7 %                  | 3 %                  | 1 %                  | 2 %                  | 0 %                  | 0 %                  |
| 45-54 ans                                 | 43 %                                | 40 %                                | 7 %                                 | 2 %                                 | 8 %                                 | 30-39 ans                 | 29 %                 | 55 %                 | 8 %                  | 4 %                  | 1 %                  | 2 %                  | 0 %                  | 0 %                  |
| 55-64 ans                                 | 51 %                                | 34 %                                | 7 %                                 | 2 %                                 | 6 %                                 | 40-49 ans                 | 39 %                 | 44 %                 | 8 %                  | 4 %                  | 2 %                  | 2 %                  | 0 %                  | 1 %                  |
| Plus de 65 ans                            | 61 %                                | 25 %                                | 7 %                                 | 3 %                                 | 4 %                                 | 50-59 ans                 | 47 %                 | 37 %                 | 7 %                  | 4 %                  | 3 %                  | 2 %                  | 0 %                  | 1 %                  |
| Hommes par âge                            | Hommes par âge                      | Hommes par âge                      | Hommes par âge                      | Hommes par âge                      | Hommes par âge                      | 60-69 ans                 | 58 %                 | 27 %                 | 7 %                  | 3 %                  | 2 %                  | 1 %                  | 0 %                  | 1 %                  |
| 18-24 ans                                 | 36 %                                | 52 %                                | 5 %                                 | 1 %                                 | 6 %                                 | Plus de 70 ans            | 69 %                 | 19 %                 | 7 %                  | 2 %                  | 2 %                  | 1 %                  | 0 %                  | 1 %                  |
| 25-34 ans                                 | 30 %                                | 54 %                                | 8 %                                 | 1 %                                 | 7 %                                 | Classes sociales          | Classes sociales     | Classes sociales     | Classes sociales     | Classes sociales     | Classes sociales     | Classes sociales     | Classes sociales     | Classes sociales     |
| 35-54 ans                                 | 40 %                                | 42 %                                | 8 %                                 | 2 %                                 | 8 %                                 | AB                        | 46 %                 | 38 %                 | 10 %                 | 3 %                  | 1 %                  | 2 %                  | 0 %                  | 1 %                  |
| Plus de 55 ans                            | 56 %                                | 30 %                                | 6 %                                 | 3 %                                 | 5 %                                 | C1                        | 41 %                 | 43 %                 | 8 %                  | 4 %                  | 1 %                  | 2 %                  | 0 %                  | 1 %                  |
| Femmes par âge                            | Femmes par âge                      | Femmes par âge                      | Femmes par âge                      | Femmes par âge                      | Femmes par âge                      | C2                        | 47 %                 | 40 %                 | 6 %                  | 3 %                  | 2 %                  | 1 %                  | 0 %                  | 1 %                  |
| 18-24 ans                                 | 18 %                                | 73 %                                | 5 %                                 | 2 %                                 | 2 %                                 | DE                        | 41 %                 | 44 %                 | 5 %                  | 4 %                  | 4 %                  | 2 %                  | 0 %                  | 1 %                  |
| 25-34 ans                                 | 24 %                                | 58 %                                | 10 %                                | 2 %                                 | 6 %                                 | Niveau d'études           | Niveau d'études      | Niveau d'études      | Niveau d'études      | Niveau d'études      | Niveau d'études      | Niveau d'études      | Niveau d'études      | Niveau d'études      |
| 35-54 ans                                 | 37 %                                | 46 %                                | 8 %                                 | 1 %                                 | 8 %                                 | GCSE ou inférieur         | 55 %                 | 33 %                 | 5 %                  | 2 %                  | 3 %                  | 1 %                  | 0 %                  | 1 %                  |
| Plus de 55 ans                            | 58 %                                | 27 %                                | 8 %                                 | 1 %                                 | 6 %                                 | Moyen                     | 45 %                 | 39 %                 | 7 %                  | 4 %                  | 2 %                  | 1 %                  | 0 %                  | 1 %                  |
| Classes sociales                          | Classes sociales                    | Classes sociales                    | Classes sociales                    | Classes sociales                    | Classes sociales                    | Elevé (diplôme ou plus)   | 32 %                 | 49 %                 | 11 %                 | 4 %                  | 1 %                  | 2 %                  | 0 %                  | 1 %                  |
| AB                                        | 47 %                                | 37 %                                | 10 %                                | 1 %                                 | 5 %                                 | Habitation                | Habitation           | Habitation           | Habitation           | Habitation           | Habitation           | Habitation           | Habitation           | Habitation           |
| C1                                        | 44 %                                | 40 %                                | 7 %                                 | 2 %                                 | 7 %                                 | Possédée                  | 53 %                 | 31 %                 | 8 %                  | 3 %                  | 2 %                  | 1 %                  | 0 %                  | 1 %                  |
| C2                                        | 45 %                                | 41 %                                | 6 %                                 | 2 %                                 | 6 %                                 | Location                  | 32 %                 | 51 %                 | 6 %                  | 5 %                  | 3 %                  | 2 %                  | 0 %                  | 1 %                  |
| DE                                        | 38 %                                | 47 %                                | 5 %                                 | 3 %                                 | 7 %                                 | Aucune des 2 propositions | 32 %                 | 51 %                 | 9 %                  | 4 %                  | 1 %                  | 2 %                  | 0 %                  | 1 %                  |
| Hommes par classes sociales du NRS        | Hommes par classes sociales du NRS  | Hommes par classes sociales du NRS  | Hommes par classes sociales du NRS  | Hommes par classes sociales du NRS  | Hommes par classes sociales du NRS  | Secteur de travail        | Secteur de travail   | Secteur de travail   | Secteur de travail   | Secteur de travail   | Secteur de travail   | Secteur de travail   | Secteur de travail   | Secteur de travail   |
| AB                                        | 50 %                                | 34 %                                | 10 %                                | 1 %                                 | 5 %                                 | Privé                     | 50 %                 | 34 %                 | 7 %                  | 3 %                  | 2 %                  | 1 %                  | 0 %                  | 1 %                  |
| C1                                        | 43 %                                | 40 %                                | 8 %                                 | 2 %                                 | 7 %                                 | Public                    | 39 %                 | 44 %                 | 8 %                  | 4 %                  | 2 %                  | 2 %                  | 1 %                  | 1 %                  |
| C2                                        | 45 %                                | 41 %                                | 5 %                                 | 3 %                                 | 6 %                                 | Statut de travail         | Statut de travail    | Statut de travail    | Statut de travail    | Statut de travail    | Statut de travail    | Statut de travail    | Statut de travail    | Statut de travail    |
| DE                                        | 36 %                                | 48 %                                | 4 %                                 | 5 %                                 | 7 %                                 | A temps-plein             | 39 %                 | 45 %                 | 8 %                  | 4 %                  | 2 %                  | 2 %                  | 0 %                  | 1 %                  |
| Femmes par classes sociales               | Femmes par classes sociales         | Femmes par classes sociales         | Femmes par classes sociales         | Femmes par classes sociales         | Femmes par classes sociales         | A temps-partiel           | 40 %                 | 44 %                 | 8 %                  | 3 %                  | 2 %                  | 2 %                  | 0 %                  | 1 %                  |
| AB                                        | 43 %                                | 40 %                                | 11 %                                | 1 %                                 | 5 %                                 | Étudiant                  | 19 %                 | 64 %                 | 10 %                 | 4 %                  | 1 %                  | 2 %                  | 0 %                  | 1 %                  |
| C1                                        | 44 %                                | 40 %                                | 7 %                                 | 2 %                                 | 7 %                                 | Retraité                  | 63 %                 | 24 %                 | 7 %                  | 3 %                  | 2 %                  | 1 %                  | 0 %                  | 1 %                  |
| C2                                        | 45 %                                | 42 %                                | 7 %                                 | 1 %                                 | 5 %                                 | Sans emploi               | 28 %                 | 54 %                 | 6 %                  | 4 %                  | 4 %                  | 2 %                  | 1 %                  | 1 %                  |
| DE                                        | 38 %                                | 47 %                                | 6 %                                 | 2 %                                 | 7 %                                 | Ne travaille pas          | 36 %                 | 48 %                 | 6 %                  | 4 %                  | 3 %                  | 1 %                  | 0 %                  | 1 %                  |
| 18-34 ans par classes sociales            | 18-34 ans par classes sociales      | 18-34 ans par classes sociales      | 18-34 ans par classes sociales      | 18-34 ans par classes sociales      | 18-34 ans par classes sociales      | Autres                    | 30 %                 | 55 %                 | 6 %                  | 4 %                  | 2 %                  | 2 %                  | 0 %                  | 1 %                  |
| AB                                        | 31 %                                | 52 %                                | 10 %                                | 1 %                                 | 6 %                                 | Journaux                  | Journaux             | Journaux             | Journaux             | Journaux             | Journaux             | Journaux             | Journaux             | Journaux             |
| C1                                        | 27 %                                | 58 %                                | 7 %                                 | 1 %                                 | 7 %                                 | Daily Express             | 77 %                 | 15 %                 | 2 %                  | 0 %                  | 3 %                  | 2 %                  | 0 %                  | 0 %                  |
| C2                                        | 27 %                                | 62 %                                | 6 %                                 | 0 %                                 | 5 %                                 | Daily Mail                | 74 %                 | 17 %                 | 3 %                  | 1 %                  | 3 %                  | 1 %                  | 0 %                  | 1 %                  |
| DE                                        | 18 %                                | 70 %                                | 4 %                                 | 4 %                                 | 4 %                                 | Daily Mirror              | 19 %                 | 68 %                 | 3 %                  | 6 %                  | 2 %                  | 1 %                  | 0 %                  | 1 %                  |
| 35-54 ans par classes sociales            | 35-54 ans par classes sociales      | 35-54 ans par classes sociales      | 35-54 ans par classes sociales      | 35-54 ans par classes sociales      | 35-54 ans par classes sociales      | Daily Star                | 38 %                 | 49 %                 | 6 %                  | 3 %                  | 3 %                  | 1 %                  | 0 %                  | 0 %                  |
| AB                                        | 45 %                                | 38 %                                | 11 %                                | 1 %                                 | 5 %                                 | The Sun                   | 59 %                 | 30 %                 | 3 %                  | 3 %                  | 3 %                  | 1 %                  | 0 %                  | 1 %                  |
| C1                                        | 38 %                                | 43 %                                | 8 %                                 | 1 %                                 | 10 %                                | The Daily Telegraph       | 79 %                 | 12 %                 | 6 %                  | 0 %                  | 1 %                  | 1 %                  | 0 %                  | 1 %                  |
| C2                                        | 40 %                                | 44 %                                | 5 %                                 | 3 %                                 | 8 %                                 | The Financial Times       | 40 %                 | 39 %                 | 14 %                 | 1 %                  | 2 %                  | 3 %                  | 0 %                  | 1 %                  |
| DE                                        | 27 %                                | 55 %                                | 6 %                                 | 3 %                                 | 9 %                                 | The Guardian              | 8 %                  | 73 %                 | 12 %                 | 3 %                  | 0 %                  | 3 %                  | 0 %                  | 1 %                  |
| Plus de 55 ans par classes sociales       | Plus de 55 ans par classes sociales | Plus de 55 ans par classes sociales | Plus de 55 ans par classes sociales | Plus de 55 ans par classes sociales | Plus de 55 ans par classes sociales | The Independent           | 15 %                 | 66 %                 | 12 %                 | 3 %                  | 1 %                  | 2 %                  | 0 %                  | 1 %                  |
| AB                                        | 61 %                                | 24 %                                | 10 %                                | 1 %                                 | 4 %                                 | The Times                 | 58 %                 | 24 %                 | 14 %                 | 1 %                  | 1 %                  | 2 %                  | 0 %                  | 1 %                  |
| C1                                        | 60 %                                | 25 %                                | 7 %                                 | 3 %                                 | 5 %                                 |                           |                      |                      |                      |                      |                      |                      |                      |                      |
| C2                                        | 59 %                                | 28 %                                | 6 %                                 | 2 %                                 | 5 %                                 |                           |                      |                      |                      |                      |                      |                      |                      |                      |
| DE                                        | 49 %                                | 37 %                                | 5 %                                 | 3 %                                 | 6 %                                 |                           |                      |                      |                      |                      |                      |                      |                      |                      |
| Habitation                                |                                     |                                     |                                     |                                     |                                     |                           |                      |                      |                      |                      |                      |                      |                      |                      |
| Possédée                                  | 55 %                                | 30 %                                | 7 %                                 | 2 %                                 | 6 %                                 |                           |                      |                      |                      |                      |                      |                      |                      |                      |
| Hypothéquée                               | 43 %                                | 40 %                                | 9 %                                 | 2 %                                 | 6 %                                 |                           |                      |                      |                      |                      |                      |                      |                      |                      |
| Locataire social                          | 26 %                                | 57 %                                | 4 %                                 | 4 %                                 | 9 %                                 |                           |                      |                      |                      |                      |                      |                      |                      |                      |
| Locataire privé                           | 31 %                                | 54 %                                | 7 %                                 | 1 %                                 | 7 %                                 |                           |                      |                      |                      |                      |                      |                      |                      |                      |
| Groupe ethnique                           |                                     |                                     |                                     |                                     |                                     |                           |                      |                      |                      |                      |                      |                      |                      |                      |
| Blanc                                     | 45 %                                | 39 %                                | 8 %                                 | 2 %                                 | 6 %                                 |                           |                      |                      |                      |                      |                      |                      |                      |                      |
| Noirs et minorités                        | 19 %                                | 73 %                                | 6 %                                 | 0 %                                 | 2 %                                 |                           |                      |                      |                      |                      |                      |                      |                      |                      |
| Qualifications                            |                                     |                                     |                                     |                                     |                                     |                           |                      |                      |                      |                      |                      |                      |                      |                      |
| Aucune qualifications                     | 52 %                                | 35 %                                | 4 %                                 | 4 %                                 | 5 %                                 |                           |                      |                      |                      |                      |                      |                      |                      |                      |
| Autres qualifications                     | 46 %                                | 39 %                                | 6 %                                 | 2 %                                 | 7 %                                 |                           |                      |                      |                      |                      |                      |                      |                      |                      |
| Diplôme ou supérieur                      | 33 %                                | 48 %                                | 12 %                                | 0 %                                 | 7 %                                 |                           |                      |                      |                      |                      |                      |                      |                      |                      |
| Vote lors du référendum de 2016           |                                     |                                     |                                     |                                     |                                     |                           |                      |                      |                      |                      |                      |                      |                      |                      |
| Remain (Rester)                           | 26 %                                | 54 %                                | 13 %                                | 0 %                                 | 7 %                                 |                           |                      |                      |                      |                      |                      |                      |                      |                      |
| Leave (Quitter)                           | 65 %                                | 24 %                                | 2 %                                 | 4 %                                 | 5 %                                 |                           |                      |                      |                      |                      |                      |                      |                      |                      |
| N'ont pas voté                            | 23 %                                | 66 %                                | 4 %                                 | 1 %                                 | 6 %                                 |                           |                      |                      |                      |                      |                      |                      |                      |                      |
| Vote lors des élections générales de 2015 |                                     |                                     |                                     |                                     |                                     |                           |                      |                      |                      |                      |                      |                      |                      |                      |
| Conservateurs                             | 87 %                                | 8 %                                 | 3 %                                 | 0 %                                 | 2 %                                 |                           |                      |                      |                      |                      |                      |                      |                      |                      |
| Travaillistes                             | 7 %                                 | 88 %                                | 3 %                                 | 0 %                                 | 2 %                                 |                           |                      |                      |                      |                      |                      |                      |                      |                      |
| Libéraux-démocrates                       | 15 %                                | 30 %                                | 51 %                                | 0 %                                 | 4 %                                 |                           |                      |                      |                      |                      |                      |                      |                      |                      |
| UKIP                                      | 60 %                                | 16 %                                | 1 %                                 | 18 %                                | 4 %                                 |                           |                      |                      |                      |                      |                      |                      |                      |                      |

## Suites

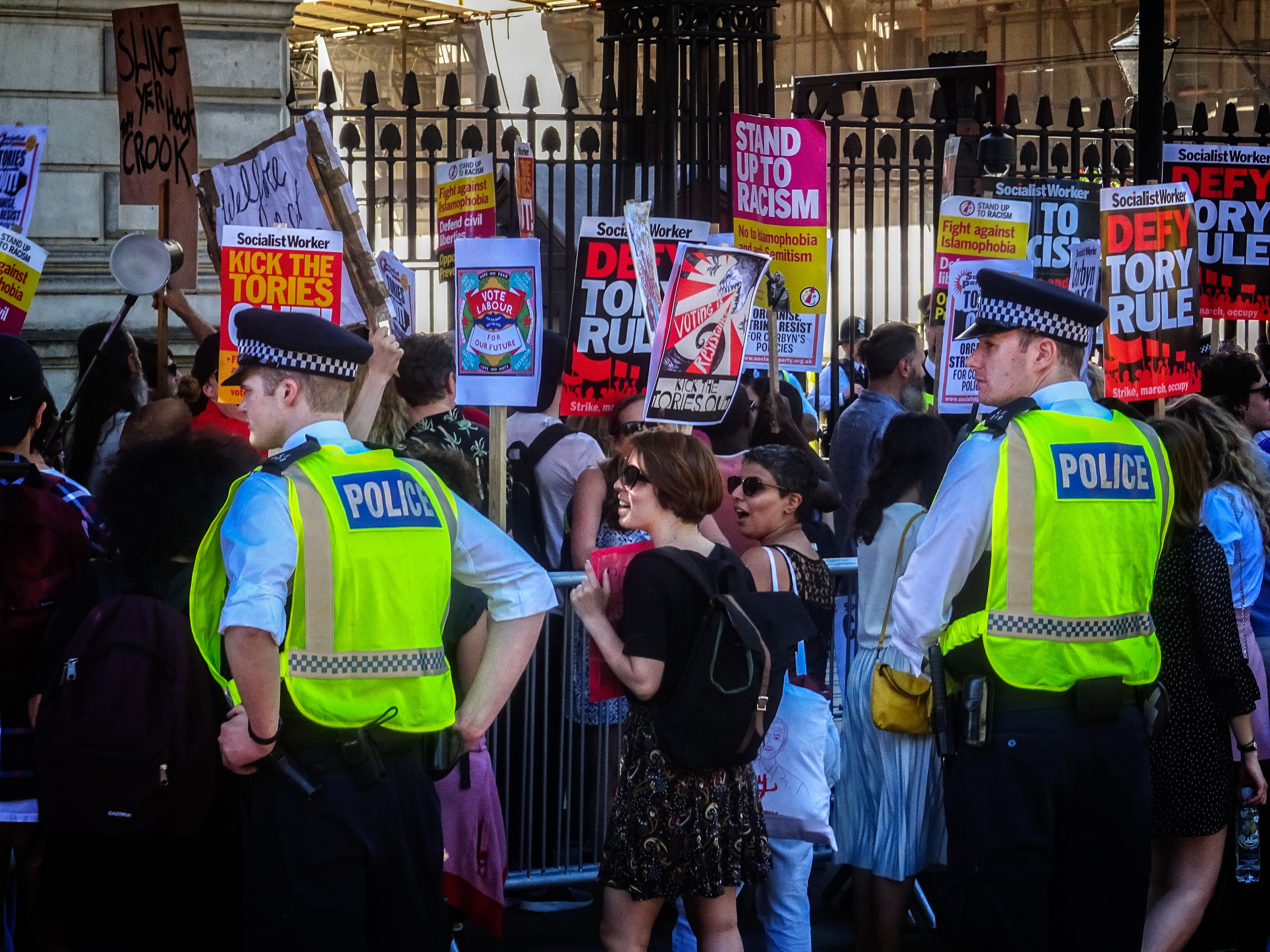
Manifestation contre le DUP.

### Formation du gouvernement
Theresa May annonce former un nouveau gouvernement le lendemain des élections avec l'appui du Parti unioniste démocrate.

### Partis politiques
Paul Nuttall démissionne du parti UKIP devant son échec électoral.
Jeremy Corbyn demande la démission de Theresa May.
Une semaine après le scrutin, Tim Farron annonce sa démission de la direction des Libéraux-démocrates.